# Kabeiro phasmida
Kabeiro phasmida is een slakkensoort uit de familie van de kroonslakken (Dotidae). De wetenschappelijke naam van de soort is voor het eerst geldig gepubliceerd in 2015 door Carisse Shipman en Terrence Gosliner.

## Beschrijving
Het lichaam van deze zeenaaktslak is lichtbruin. De cerata zijn onregelmatig van vorm en er zijn verhoogde tuberkels aan de zijkanten van het lichaam. De maximale lengte van deze soort is 20 mm. 

## Verdeling
Deze soort werd beschreven vanuit Mainit Point, Calumpan Peninsula in de provincie Batangas op het Filipijnse eiland Luzon. Het is gefotografeerd in Indonesië.